# Nadleśnictwo Nowogród
Nadleśnictwo Nowogród – jednostka organizacyjna Lasów Państwowych podległa Regionalnej Dyrekcji Lasów Państwowych w Białymstoku. Siedziba nadleśnictwa znajduje się w Dębnikach, w powiecie łomżyńskim, w województwie podlaskim.
Nadleśnictwo obejmuje część powiatów łomżyńskiego i kolneńskiego w województwie podlaskim oraz ostrołęckiego w województwie mazowieckim.
Nazwa pochodzi od miasta Nowogród, które jednak nie jest położone na terenie Nadleśnictwa Nowogród (leży tuż przy jego granicy w Nadleśnictwie Łomża).

## Historia
Po odzyskaniu przez Polskę niepodległości powstały nadleśnictwa Nowogród, Kolno i Lipniki. Istniały one do 1 stycznia 1973, gdy zostały połączone oraz przyłączono do nich część Nadleśnictwa Mały Płock. Nowa jednostka przyjęła nazwę Nadleśnictwo Nowogród.

## Ochrona przyrody
Na terenie nadleśnictwa znajduje się sześć rezerwatów przyrody:
- Ciemny Kąt
- Czarny Kąt
- Kaniston
- Łokieć
- Mingos
- Tabory.

## Drzewostany
Typy siedliskowe lasów nadleśnictwa (z ich udziałem procentowym):
- bory 93%
- olsy 4%
- lasy 3%

Gatunki lasotwórcze lasów nadleśnictwa (z ich udziałem procentowym):
- sosna, modrzew 92%
- brzoza 3%
- olsza 3%
- świerk 1%
- pozostałe 1%

Przeciętna zasobność drzewostanów nadleśnictwa wynosi ponad 248 m³/ha, a średni wiek 65 lat.